# Fragmenta
Fragmenta. Poezje wybrane – pierwszy wybór poezji Antoniego Langego dokonany za życia autora, w 1907 w Warszawie. Zbiór obejmuje utwory:
- Preludya
  - Nie na jeden dzień
  - Exegi
  - Łuk i harfa

- Latający Holender

- Fragmenta
  - Dąb
  - Na roli
  - Zachód słońca
  - W lesie
  - Zima

- Na Świtezi

- Lotos
  - Księgi proroków
  - Bogowie
  - Sonety wedyckie
  - Palingeneza
  - Stworzenie kobiety
  - Z poematu Pogrzeb Shelleya

- Fragmenta
  - Im dalej
  - Najbardziej
  - Przekleństwo
  - Duma
  - Kawa
  - Szampan
  - Sonet
  - "I nie miłować..."
  - "My się nie możem..."
  - Chciałbym
  - Vilanela
  - Pytanie
  - Sonet
  - Z rozmyślań
  - Samotność

- Rym
- Lilith